# La estrategia del caracol
La estrategia del caracol és una pel·lícula colombiana de 1993 dirigida pel cineasta i director Sergio Cabrera. L'obra és una comèdia-drama i relat de ficció sobre la llibertat i la solidaritat, una metàfora del assetjament als inquilins, inspirada en un fet real. La pel·lícula tracta de les penúries de les famílias de baixos ingressos en Bogotà. La bretxa entre rics i pobres i les seves interaccions en un sistema social altament estratificat. Els temes més importants de la pel·lícula són la ocupació i propietat de habitatge i l'assetjament immobiliari.
Sergio Cabrera i el guionista Ramón Jimeno articulen un mosaic de personatges de diferents classes socials, ideologies i idees polítiques que es constitueixen en representacions simbòliques perfectament extrapolables a qualsevol altra època i lloc del món.
La pel·lícula és protagonitzada per Frank Ramírez, Florina Lemaitre, Humberto Dorado, Fausto Cabrera i Carlos Vives. La pel·lícula és una de les guanyadores del 44è Festival Internacional de Cinema de Berlín i del Festival de Cinema de Biarritz de Cinema d'Amèrica Llatina, i guardonada a més amb altres trenta premis en diversos certàmens internacionals. És considerada per molts crítics de cinema i públic en general com la millor pel·lícula del cinema colombià.

## Producció
La pel·lícula va ser originalment prevista per Sergio Cabrera com una inspiració basada en una notícia que havia llegit en un periòdic colombià sobre un desnonament paradoxal i atípic. La burocràcia de la justícia colombiana va trigar tant de temps a efectuar el desallotjament de La Casa Uribe, que el jutge va arribar a descobrir que la casa ja no existia.
Encara que Cabrera havia previst la pel·lícula diversos anys abans de realitzar-la, només es va començar quan el Premi Nobel Gabriel García Márquez va veure el pilot de la pel·lícula de Sergio Cabrera i els va encoratjar a continuar amb la realització d'aquesta. A causa de problemes de pressupost i la falta de suport del govern colombià, la pel·lícula va trigar quatre anys per a estar totalment acabada. De fet, per al moment, el govern colombià estava tancant les organitzacions culturals que donen suport a cineastes com Focine. La pel·lícula va ser filmada a Bogotà, el centre de la ciutat, amb diverses escenes filmades en les zones deprimides dels Cerros Orientales (Bogotá).

## Argument
La pel·lícula comença amb el periodista José Antonio Samper (Carlos Vives) entrevistant un home (un culebrero anomenat Gustavo Calle) després que els esdeveniments de la pel·lícula haguessin tingut lloc 6 anys enrere. Aquest cavaller, que també és inquilí, revela al periodista com la casa física on els inquilins vivien durant tants anys va ser portada a un lloc diferent per mitjans rudimentaris però enginyosos. La història de l'home s'entreteixeix amb la representació dels esdeveniments.
L'edifici (conegut com La Casa Uribe) és antic i alberga a diferents tipus de persones. Tots ells són humils i de diversos orígens. Se'ls diu que abandonin la casa perquè el seu amo, un home desagradable i ric de l'àrea exclusiva de Bogotà, vol que sigui declarada Bé d'Interès Cultural, encara que amb altres plans en realitat. Els inquilins s'enfronten amb les autoritats que estan tractant de desallotjar a tots de l'edifici. Llavors, els inquilins decideixen prendre una posició bloquejant les portes i disparant contra els policies que intenten dur a terme les seves ordres.
Després d'aquesta confrontació els inquilins tenen més temps perquè tots a la casa tinguin temps suficient per a trobar un nou lloc per a viure. Els inquilins estan legalment representats per "Perro" Romero (Frank Ramírez), qui està extremadament molest per qualsevol que usi el sobrenom "Perro". Romero és un home amb alguna formació acadèmica i té els mitjans per a tractar amb les autoritats i els advocats del Dr. Holguín (Víctor Mallarino), l'amo de la casa.
El Dr. Holguin utilitza trucs bruts per a crear pressió sobre Romero fins al punt que sigui segrestat i colpejat pels homes del Dr. Holguin. Mentrestant, en l'edifici, Jacinto (Fausto Cabrera), un anarquista espanyol exiliat de naturalesa intel·lectual i rebel, disposa d'una manera de llevar tot dins de la casa (parets, finestres, banyeres, cuines, banys, sostres, etc.) cap a un lot situat en els pujols de Bogotà. Jacinto mostra "Perro" Romero com es pot fer mitjançant l'ús d'una corda i corriola, la qual cosa fa demostrant com les corrioles i cordes s'utilitzen en escenaris teatrals per a aixecar càrregues pesades. Ho fa en l'escenari del teatre Colón.
Jacinto és capaç de convèncer a la resta dels inquilins perquè tothom es converteixi en un jugador d'equip i ajudin en la construcció d'una alta torre de fusta que ajudaria a moure tot a una altra casa a un parell de quadres de distància.
Com la casa està sent desmantellada pels inquilins Misia Trina (Delfina Guido) troba accidentalment la silueta de la Mare de Déu en una paret. Misia Trina, una dama molt religiosa que va ser l'oponent més feroç del projecte de Jacinto, finalment accedeix amb la condició que la verge fos moguda primer
Després de passar per una sèrie d'esdeveniments i perills, els inquilins poden llevar tot l'interior de la casa, però per a guanyar més temps, Romero li diu a l'advocat del doctor Holguín, Víctor Honorio Mosquera (Humberto Dorado), que els inquilins volien pintar la casa com una manera de disculpar-se per qualsevol inconvenient que poguessin haver causat, al que Mosquera està d'acord.
A mesura que s'aproxima el termini, els inquilins ho han retirat tot dins de la casa i s'han traslladat als turons utilitzant vagons tirats per cavalls, coneguts informalment a Bogotà com a "zorras". Quan els advocats, els policies i el doctor Holguín s'acosten a la casa per a veure que els inquilins s'han anat, se sorprenen per una enorme explosió i l'ensulsiada de la façana de la casa. Després que la pols i els enderrocs s'han dissipat, troben una casa pintada en una paret amb un grafiti que diu "AHÍ TIENEN SU HIJUEPUTA CASA PINTADA" (sic).
La pel·lícula torna de nou al periodista José entrevistant l'home que finalment està molest per la pregunta d'un reporter i així ell surt de l'escena. Finalment els inquilins es mostren reunits en una dels pujols amb una vista panoràmica de Bogotà i una bandera colombiana onejant.

## Repartiment
- Carlos Vives…. José Antonio Samper Pupo
- Frank Ramirez.... "Perro" Romero
- Fausto Cabrera…. Jacinto Ibarburen
- Delfina Guido…. Misia Trina
- Florina Lemaitre….Gabriel/Gabriela
- Luis Fernando Múnera…. Gustavo Calle Isaza "El Paisa"
- Vicky Hernández…. Doña Eulalia
- Ernesto Malbrán…. Lázaro
- Saín Castro…. Justo
- Víctor Mallarino…. Doctor Holguín, l'amo de la casa
- Humberto Dorado…. Víctor Honorio Mosquera
- Gustavo Angarita…. Fray Luis
- Salvatore Basile…. Matatigres
- Ulises Colmenares…. Arquímides
- Luis Fernando Montoya…. Hermes
- Luis Chiape…. Diógenes
- Edgardo Román…. Jutge Díaz
- Antonio Aparicio (actor).... El lladre
- Yezid Ferrara......Henry, el serraller
- Topolino Zuluaga..... el zorrero.
- John Hurtado...... el nen del ciri al costat del capellà

## Sobre la pel·lícula
La estrategia del caracol (1993) va ser un èxit de públic i crítica. Va obtenir diversos premis que van permetre al seu director fer altres pel·lícules sobre la societat colombiana. Les idees de Sergio Cabrera són que "el cinema pot ajudar a acariciar la utopia", un món millor i més just basat en el treballo conjunt de les persones per un objectiu comú. L'estratègia del caragol és una pel·lícula optimista, que mostra amb un profund sentit de l'humor la pobresa del tercer món i el discurs de la lluita de classes.
Sergio Cabrera la resumeix d'aquesta manera:
| « | Un grup de cent persones no es pot emportar una casa en un mes, ni en tres mesos ni en un any, i encara menys amb una grua. La pel·lícula fa que això sembli possible. El narrador és un culebrero, un home de gran imaginació. Ell és qui explica la història i nosaltres veiem el que explica però la història no té per què ser exactament real. | » |

La narració del culebrero a la pel·lícula dona un fort caràcter simbòlic: en sis anys, res ha canviat, les condicions de vida a la ciutat continuen sent tant o més dures que abans i els desallotjaments continuen. La pel·lícula mostra les dures condicions de vida de les grans ciutats, dividides en barris rics i pobres, zones riques i industrialitzades i zones subdesenvolupades: la supeditació del poder polític als més foscos interessos de l'economia capitalista.
Té un especial ganxo cinematogràfic Don Jacinto Ibarburen, el vell anarquista espanyol que guarda la bandera de la CNT i té penjat en el seu dormitori un retrat del líder anarquista espanyol, Buenaventura Durruti. Per a Don Jacinto primer, i després per la resta dels protagonistes, sempre hi ha coses per les quals lluitar i l'esperança no s'ha de perdre mai. La força i les ganes de viure que transmeten tots els inquilins de l'edifici és, precisament, l'element al voltant del qual gira tota la pel·lícula: la il·lusió dels personatges, situats en tot moment per sobre de les dures condicions de vida que han de suportar, contribueix a fer versemblant i creïble la surrealista estratègia que decideixen dur a terme, aconseguint la total identificació dels espectadors amb la seva causa.
L'alegria i creativitat dels inquilins de l'edifici que ha de ser desallotjat contrasta de manera brutal amb la visió fosca i trista de la burocràcia i les autoritats, instruments del poder econòmic empantanats en la corrupció i mancades d'escrúpols. L'enginy i l'art de viure dels inquilins contrasta també amb la violència, la intolerància i els comportaments agressius imperants en bona part de la societat colombiana.
La inutilitat de les armes i de la violència apareix en la primera escena de la pel·lícula, un nen petit mor durant els enfrontaments entre la policia i un grup d'inquilins que han construït barricades i s'han armat amb pistoles i escopetes per a impedir el desnonament. L'estratègia del caragol és un cant a la vida, a l'honor i a la dignitat. La fe i l'esperança poden moure muntanyes. Don Jacinto inspira als inquilins de la casa somnis i ideals que els permeten buscar una forma enginyosa de mantenir la seva dignitat intacta i enfrontar-se amb el poder

## Premis
| Premi                              | Categoria                    | Cerimònia                                         | Any  | Resultat  |
| ---------------------------------- | ---------------------------- | ------------------------------------------------- | ---- | --------- |
| Concurs Nacional de Guions         | Millor Guió                  | Focine (Bogotà)                                   | 1993 | Guanyador |
| Premi Òpera Prima                  |                              | 34è Festival Internacional de Cinema de Cartagena | 1994 | Guanyador |
| Premi de la Crítica Especialitzada |                              | 34è Festival Internacional de Cinema de Cartagena | 1994 | Guanyador |
| Cercle Precolombí de Plata         | Millor Pel·lícula            | 11è Festival de Cinema de Bogotà                  | 1994 | Guanyador |
| Cercle Precolombí d'Or             | Més ben Director             | 11è Festival de Cinema de Bogotà                  | 1994 | Guanyador |
| Cercle Precolombí d'Or             | Millor Pel·lícula Colombiana | 11è Festival de Cinema de Bogotà                  | 1994 | Guanyador |

| Premi                                                         | Categoria                                               | Cerimònia                                                                                       | Any  | Resultat  |
| ------------------------------------------------------------- | ------------------------------------------------------- | ----------------------------------------------------------------------------------------------- | ---- | --------- |
| Gran Premi Espiga d'Or                                        | Millor Llargmetratge                                    | Setmana Internacional de Cinema de Valladolid (Espanya)                                         | 1993 | Guanyador |
| Premi del Públic                                              |                                                         | Setmana Internacional de Cinema de Valladolid (Espanya)                                         | 1993 | Guanyador |
| Premi de la joventut                                          |                                                         | Setmana Internacional de Cinema de Valladolid (Espanya)                                         | 1993 | Guanyador |
| Segon Premi Coral                                             | Millor Pel·lícula                                       | 15è Festival Internacional del Nou Cinema Llatinoamericà (l'Havana - Cuba)                      | 1993 | Guanyador |
| Premi Coral                                                   | Música (Germán Arrieta)                                 | 15è Festival Internacional del Nou Cinema Llatinoamericà (l'Havana - Cuba)                      | 1993 | Guanyador |
| Premi Coral                                                   | Escenografia (Enrique Linero i Luis Alfonso Triana)     | 15è Festival Internacional del Nou Cinema Llatinoamericà (l'Havana - Cuba)                      | 1993 | Guanyador |
| Gran Premi Colón d'Or                                         | Millor Pel·lícula                                       | Festival de Cinema Iberoamericà de Huelva (Espanya)                                             | 1993 | Guanyador |
| Premi de la Federació Internacional de Cineclubs              |                                                         | Festival de Cinema Iberoamericà de Huelva (Espanya)                                             | 1993 | Guanyador |
| Gran Premi Sol d'Or                                           | Millor Pel·lícula                                       | Festival International de Biarritz Cinemas et Cultures de l'Amerique Latine (Biarritz - França) | 1993 | Guanyador |
| Premi del Públic                                              |                                                         | Festival International de Biarritz Cinemas et Cultures de l'Amerique Latine (Biarritz - França) | 1993 | Guanyador |
| Premi de la Federació Internacional de Cinemes d'Art i Assaig |                                                         | Festival International de Biarritz Cinemas et Cultures de l'Amerique Latine (Biarritz - França) | 1993 | Guanyador |
| Premi OCIC                                                    | (24è Fòrum Internacional de Cinema Jove)                | 44è Festival Internacional de Cinema de Berlín (Alemanya)                                       | 1994 | Guanyador |
| Federació Internacional de Premsa Cinematogràfica Fipresci    | Premi de la crítica                                     | Festival Internacional de Cinema (Troia - Portugal)                                             | 1994 | Guanyador |
| Premi del públic                                              |                                                         | 11° Annual Chicago Latin Film Festival (als Estats Units)                                       | 1995 | Guanyador |
| Premis Goya                                                   | Goya a la millor pel·lícula estrangera de parla hispana | IX Premis Goya                                                                                  | 1995 | Nominada  |